# Roberto Venturini
Roberto Venturini (n. Ciudad de San Marino, San Marino, 30 de diciembre de 1960) es un político y médico cirujano sanmarinense. Pertenece al Partido Demócrata Cristiano Sanmarinense.
Desde 2012 es miembro del Consejo Grande y General de San Marino. Entre los meses de abril y octubre de 2015, fue Capitán Regente de San Marino, junto a la política Andrea Belluzzi.
Está casado y tiene una hija y un hijo.

## Biografía
Nacido en la ciudad-capital de San Marino, el día 30 de diciembre de 1960.
Es licenciado en Medicina y doctorado en Cirugía por la Universidad de Bolonia, en Italia.
Tras finalizar sus estudios superiores, desde 1992 ha trabajado como médico del servicio de urgencias en el "Hospital Estatal de San Marino", en su ciudad natal.
Desde el año 2006, es miembro de la Comisión Antidopaje del país.
Al mismo tiempo en 2012, inició su carrera política como miembro del Partido Demócrata Cristiano Sanmarinense (PDCS), con el que se presentó en las listas del partido y fue elegido como miembro del Consejo Grande y General de San Marino (Parlamento Nacional).
En el consejo es miembro de la comisión parlamentaria Consiglio dei XII y pertenece al Comité de Sanidad.
Posteriormente en sucesión de Gianfranco Terenzi y Guerrino Zanotti, el día 1 de abril de 2015 fue nombrado como nuevo Capitán Regente de San Marino (Jefe de Estado), junto a Andrea Belluzzi.
El día 16 de septiembre de ese año, junto a su compañero Andrea, durante una visita oficial se le condecoró con la distinción de Caballero de la Gran Cruz de la Orden de San Carlos del Principado de Mónaco, otorgado por el Príncipe Alberto II de Mónaco y por el Canciller de la orden Raoul Biancheri.
Seguidamente tras finalizar el periodo de gobierno de medio año correspondiente, el 1 de octubre del mismo año fueron relevados en el cargo de Capitán Regente por Nicola Renzi y Lorella Stefanelli.

## Títulos y condecoraciones
| Distinción                                                    | Período                  | Lugar                |
| Caballero de la Gran Cruz de la Orden de San Carlos de Mónaco | 16 de septiembre de 2015 | Principado de Mónaco |